# Klaudia Zwolińska
Klaudia Zwolińska, née le 18 décembre 1998 à Nowy Sącz, est une kayakiste polonaise pratiquant le slalom.

## Carrière
Klaudia Zwolińska remporte une médaille d'argent aux Championnats d'Europe de 2015 en K1 par équipe.
En 2021, elle devient la première Polonaise à remporter la Coupe du monde de slalom de canoë-kayak.
Aux Jeux olympiques de Tokyo, elle accède à la finale et termine à la 5e place du slalom.
Elle remporte la médaille de bronze en K1 par équipes aux Championnats d'Europe de slalom 2022 ainsi qu'aux Championnats du monde de slalom 2022.
Elle est médaillée d'argent en C1 et en K1 aux Championnats d'Europe de slalom de canoë-kayak 2023 à Cracovie (dans le cadre des Jeux européens de 2023).